# Nivelliergerät

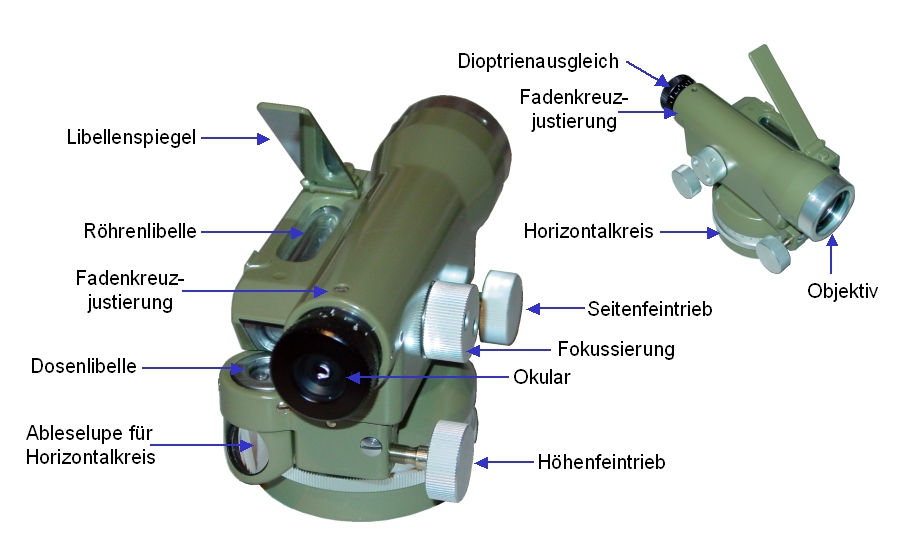
Nivellier mit Röhrenlibelle (süddeutsche Bauart)

Das Nivelliergerät (auch Nivellierinstrument, schlicht Nivellier) ist ein Messinstrument, mit dem Höhenunterschiede gemessen und Höhenhorizonte hergestellt werden.

Dazu hat das Nivellier ein Zielfernrohr, dessen Zielachse mittels einer präzisen Libelle oder ähnlichen Vorrichtung – heute zumeist ein Pendel-Kompensator – senkrecht zur Lotrichtung ausgerichtet wird. Das Zielfernrohr ist um die lotrechte Stehachse frei drehbar – meist auch mit einer endlosen Feinbewegung. Daher kann rundum mit horizontaler Visierlinie geblickt werden. Zwei beliebige Punkte, die in diesem Horizont liegen, haben die gleiche Höhe.

## Anwendung im Bauwesen und in der Landesvermessung

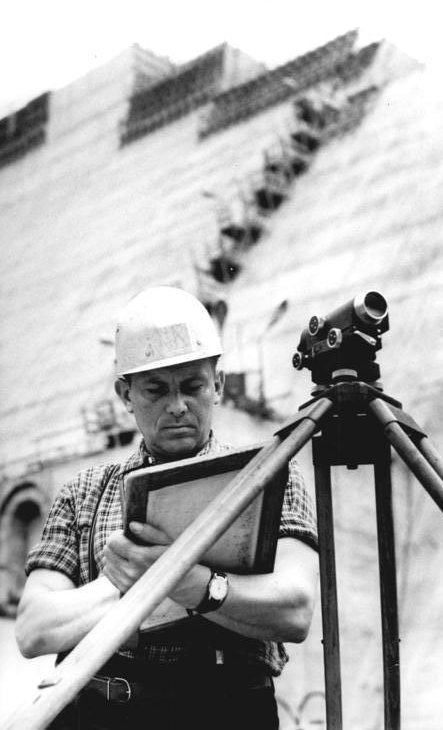
Vermesser mit Nivelliergerät und Feldbuchrahmen

Das Nivellier dient im Ingenieurbau dazu, waagerechte Flächen herzustellen, Höhenunterschiede festzulegen oder Maschinen und Bauwerke einzurichten. Das Nivellier ersetzt die Wasserwaage, wo deren Genauigkeit nicht mehr ausreicht und wo deren Anwendung zu aufwändig wäre. Die übliche Genauigkeit beträgt:
- beim Baunivellier (für Absteckungen auf Baustellen) 1–5 mm pro km Doppelnivellement,
- beim technischen Nivellement (Trassierung, Kanal usw.) 0,5 bis 1 mm pro km.

Fernrohrblick auf Nivellierlatte

In der Landesvermessung wird das Nivellier als Präzisionsinstrument zur Bestimmung von Höhennetzen und Höhenpunkten durch Feinnivellement verwendet. Trotz teilweise langer Messstrecken lassen sich durch sorgfältige, dicht vernetzte und mit theoretischen Höhenreduktionen korrigierte Messungen hohe Genauigkeiten erreichen, die erforderlichenfalls besser als 0,1 mm/km betragen (siehe auch Europanetz und Geoidbestimmung).
Die Messtätigkeit mit dem Nivellier wird Nivellement genannt. In der Regel wird das Nivelliergerät auf ein dreibeiniges Stativ aufgesetzt und mit einer kräftigen Rändelschraube (Herzschraube) am Stativteller fixiert. Zur weiteren Messausrüstung gehört die Nivellierlatte, die auf dem Messpunkt lotrecht aufgestellt wird. Die Skala der Nivellierlatte wird durch das Zielfernrohr des Nivelliergerätes am Fadenkreuz abgelesen. Sofern die Strichplatte des Nivelliers neben dem Fadenkreuz auch Distanzfäden aufweist, kann mit deren Hilfe die Entfernung zur Nivellierlatte ermittelt werden; solche Geräte werden Nivelliertachymeter genannt.
Nivelliergeräte werden unterschieden nach ihrer Bauweise (z. B.nach Fernrohrbeweglichkeit oder Horizontiervorrichtung) und nach dem Einsatzgebiet (Baunivellier, Ingenieurnivellier, Feinnivellier) und der zugehörigen Messgenauigkeit.
Geräte, bei denen das Fernrohr vertikal statt horizontal ausgerichtet wird, heißen optisches Lot. Sie werden unter anderem zum Abteufen von Schächten im Bergbau benutzt.

## Messverfahren

Rückblick (1.) minus Vorblick (3.) ergibt den Höhenunterschied. Ablesung im Gerätehorizont (2.)

Mit dem Nivellier werden Höhenunterschiede gemessen. Dazu wird das Nivellier möglichst in der Mitte zwischen zwei Messpunkten aufgestellt und horizontiert. Auf jedem Messpunkt wird eine Nivellierlatte lotrecht aufgestellt. Auf der Nivellierlatte ist eine Maßeinteilung so angebracht, dass die Ablesung der Lattenteilung im Nivelliergerät den lotrechten Abstand des Punktes vom Höhenhorizont (Gerätehorizont) des Nivelliers ergibt. Wird bei unveränderter Aufstellung des Nivelliers zu einem weiteren Punkt gemessen, so gibt die Differenz der beiden Ablesungen den Höhenunterschied der beiden Punkte.
Grundsätzlich soll das Nivelliergerät mit gleichem Abstand zu den Messpunkten aufgestellt werden. Bei diesem „Nivellement aus der Mitte“ bleibt ein Zielachsfehler unwirksam und auch die Erdkrümmung wirkt sich nicht fehlerverursachend aus. Auch sollte man darauf achten, dass man das Instrument immer zur gleichen Latte einspielt. Dadurch wird die Horizontschräge beseitigt (Verfahren „Rote Hose“).
Damit ein Höhenunterschied über größere Entfernung, über größere Höhenunterschiede oder um Hindernisse gemessen werden kann, wird die Messung in Abschnitte geteilt. Ein Abschnitt besteht jeweils aus der Messung vom bekannten Punkt zum neuen Punkt. Das Nivellier wird zwischen beiden horizontiert aufgestellt, das heißt, die Ziellinie ist horizontal. Der bekannte Punkt wird Rückblick genannt, der neue Punkt heißt Vorblick. Die Ablesungen werden subtrahiert, Rückblick minus Vorblick, um den Höhenunterschied zu erhalten.
Auf dem Zielpunkt angekommen werden die Höhenunterschiede aller Abschnitte addiert, um den Höhenunterschied zwischen Ausgangspunkt und Zielpunkt zu erhalten.

## Typische Bauweisen des Nivelliergerätes

### Das Fernrohr
Das Fernrohr benötigt ein Fadenkreuz als Zielhilfe sowie eine Verstellung, um auch auf nahe Objekte fokussieren zu können. Früher war es ein Kepler-Fernrohr mit Okular-Auszug. Wegen des durch Verschleiß größer werdenden Spiels wurde es drehbar oder umsetzbar gestaltet, um den entstehenden Höhenfehler kompensieren zu können. Seit Erfindung der Apochromate wurden ausschließlich diese wegen geometrisch fehlerfreierer Abbildung verwendet. Auf ein Bild-Umkehrsystem (Linsen) wurde verzichtet, um sich nicht weitere Fehlerquellen einzuhandeln. Das Bild war also umgekehrt und seitenverkehrt, was aber zum Anzielen eines Messpunktes oder einer Messlatte keine Rolle spielte.

Mit Erfindung der präziseren und weniger anfälligen Innenfokussierung konnte auf ein Umsetzen des Fernrohrs verzichtet werden, die Geräte wurden kompakter.

Eine Bildumkehr (mit Prismen) war nur selten eingebaut, sie wurde erst mit Einführung der automatischen Nivelliere durchweg angewendet.

Die Strichplatte mit dem Fadenkreuz enthält durchweg noch Distanzstriche, um die Entfernung zur Messlatte ablesen zu können.

### Libellennivellier
Beim Libellennivellier wird die Horizontierung der Ziellinie mit Hilfe einer Röhrenlibelle vorgenommen, die mit dem Fernrohr fest verbunden ist.

#### Norddeutsches Nivellier
Beim norddeutschen Nivellier sind der Fernrohrträger und das Fernrohr starr miteinander verbunden. Zum Einspielen der am Fernrohr befestigten Röhrenlibelle (= Horizontieren des Instrumentes) benutzt man die drei Fußschrauben. Ist das fehlerfreie Instrument richtig aufgestellt, so beschreibt die Zielachse des Fernrohrs bei der Drehung eine waagerechte Ebene. Dieses Gerät eignet sich daher besonders gut für Flächennivellements in flachem Gelände (norddeutsches Nivellier). Hier können viele Geländepunkte von einem Instrumentenstandpunkt aus – ohne Nachstellen der Libelle – abgelesen werden. Dies setzt voraus, dass es einen rechten Winkel zwischen Stehachse und Libellenachse gibt und dass die Blase der Röhrenlibelle eingespielt ist. Geringfügige Abweichungen der Zielachse aus der Waagerechten infolge des Wärmeeinflusses und der Erschütterungen sind hier praktisch ohne Bedeutung.

#### Süddeutsches Nivellier
Beim süddeutschen Nivellier sind Fernrohrträger und Fernrohr nicht starr miteinander verbunden. Das Fernrohr lässt sich vielmehr durch eine vertikal wirkende Feinbewegungsschraube, die sog. Kippschraube, geringfügig in der Längsrichtung kippen. Man lässt zunächst mit den Fußschrauben die am Fernrohrträger angebrachte Dosenlibelle einspielen. Damit steht die vertikale Umdrehungsachse annähernd lotrecht. Vor jeder Ablesung an der Nivellierlatte lässt man die am Fernrohr befestigte Röhrenlibelle mit Hilfe der Kippschraube scharf einspielen, das heißt die Stehachse muss nicht exakt lotrecht sein. Dieses von Sickler entwickelte Instrument eignet sich besonders für die genaue Aufnahme einzelner Punkte, wie beispielsweise für das Festpunktnivellement.

### Selbsthorizontierendes („automatisches“) Nivellier

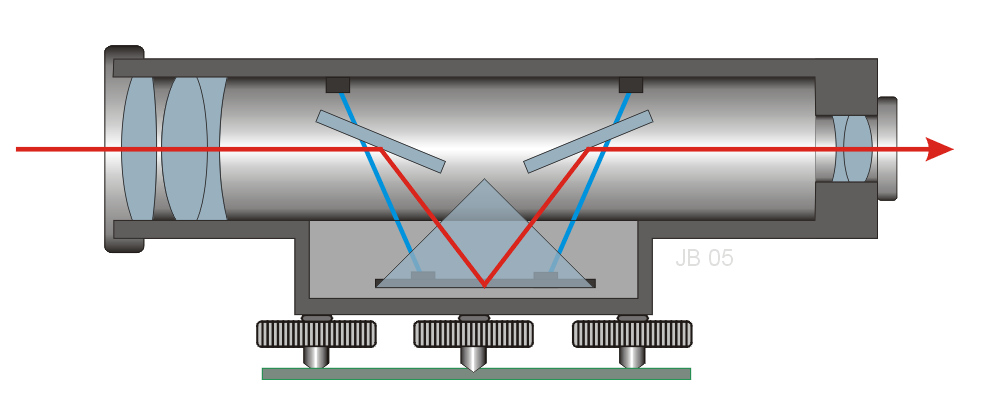
Prinzip eines Nivelliers mit Pendelprismen-Kompensator

Das selbsthorizontierende Nivellier besitzt anstelle der Fernrohrlibelle einen Kompensator (Ziellinienregler zur automatischen Horizontierung). Dieser besteht aus optisch-mechanischen Bauteilen, die in den Strahlengang des Fernrohres eingefügt sind. Durch diese Bauteile wird die Ziellinie innerhalb eines kleinen Bereichs automatisch waagerecht gestellt. Wegen des begrenzten Arbeitsbereichs der Kompensatoren ist eine Vorhorizontierung mit der Dosenlibelle erforderlich.
Als Kompensator zur Feinhorizontierung wird häufig ein Pendelprisma verwendet, das an Bändern im Nivellier aufgehängt den Sehstrahl entgegen der Fehlhorizontierung des Nivelliergerätes ablenkt.

### Digitales Nivellier
Das digitale Nivellier, ein selbsthorizontierendes, selbstablesendes und registrierendes Nivellierinstrument ist eine Kombination von Kompensatornivellier und digitaler Kamera. Der Zielstrahl durchläuft den gleichen Strahlengang wie beim Kompensatornivellier, wird jedoch bei einem Teilerwürfel in infrarotes und sichtbares Licht getrennt. Das infrarote Licht geht in den CCD-Chip und das sichtbare Licht gelangt ungehindert zum Betrachter. Die Nivellierlatte ist mit einem Barcode (vergleichbar mit der Preiserkennung an der Supermarktkasse) versehen. Das Bild des Barcodes wird im Nivellier mit einem abgespeicherten Bild verglichen. Bei Übereinstimmung wird der gespeicherte Wert digital ausgegeben, im Display angezeigt und für die digitale Auswertung intern auf einer Speicherkarte gespeichert.

## Prüfung
Zur Prüfung von Nivelliergeräten gibt es das Verfahren „aus der Mitte“, das Verfahren nach „Näbauer“, das Verfahren nach „Kukkamäki“ und das Verfahren nach „Förstner“.